# Donas (Gondomar)
Santa Baia de Donas es una parroquia ubicada en el municipio de Gondomar en la comarca de Vigo.

## Lugares
- Abrollido
- Alcóucer (O Alcóucer)
- Areosa (A Areosa)
- Barcalla (A Barcalla)
- A Barga
- As Barreiras
- O Cruceiro
- A Estrada
- O Estripeiro
- Meixón (O Meixón)
- Miranda (A Miranda)
- Mosteiro (O Mosteiro)
- A Nogueira
- O Pereiro
- San Ciprián (San Cibrán)
- Sermán
- Sobreiro (O Sobreiro)
- O Souto
- O Telleiro

## Patrimonio
Chan do Cereixo es un sitio arqueológico del Pleistoceno Medio ubicado en un área natural del mismo nombre ubicado en el extremo suroeste del municipio de Gondomar. Forma parte del conjunto de hallazgos paleolíticos pertenecientes a las primeras poblaciones de homínidos en los territorios de la actual Galicia, con una antigüedad estimada entre 300 y 250 mil años. Ocupa aproximadamente 130 hectáreas  a 340 m s. n. m. en el paraje conocido como Alto de las Vallas, parroquia de Donas. Ubicado estratégicamente entre las cuencas del río Miño y el río Miñor ha sido ocupado temporalmente y en varias ocasiones por diferentes comunidades humanas durante cientos de miles de años. En las distintas campañas arqueológicas se han encontrado herramientas del Paleolítico, un posible asentamiento neolítico, una pequeña estación de arte rupestre, restos del período Calcolítico y Edad del Bronce, así como vestigios de la romanización.
En esta parroquia se encontraba el monasterio de Santa Baia das Donas, un convento femenino de la orden de San Benito, construido con la autorización de Alfonso VII gracias a la donación de terrenos realizada en 1149 por Áurea Bellida.